# Канішка III
Канішка III — правитель Кушанського царства, успадкував престол від Васішки.